# Di chỉ khảo cổ Phùng Nguyên
Khu di chỉ khảo cổ Phùng Nguyên nằm ven sông Thao thuộc làng Phùng Nguyên, xã Phùng Nguyên, huyện Lâm Thao, tỉnh Phú Thọ, Việt Nam, là di chỉ khảo cổ tiêu biểu của nền văn hóa Phùng Nguyên, mở đầu cho các văn hóa tiền Đông Sơn trên lưu vực sông Hồng có niên đại cách ngày nay khoảng 3.500-4.000 năm.

## Đặc điểm
Khu di chỉ Phùng Nguyên nằm trên hai gò đất (gò Ếch và gò Nhà Giả), trong cánh đồng Dộc Chầu thuộc làng Phùng Nguyên (tên cũ là Cổ Nhuế, tên Việt cổ là Kẻ Nội), xã Kinh Kệ, huyện Phong Châu, tỉnh Phú Thọ (nay là xã Phùng Nguyên, huyện Lâm Thao, tỉnh Phú Thọ).
Năm 1959, tại khu vực này người ta đã phát hiện ra nhiều di chỉ của người Việt cổ từ thời tiền sử, từ di chỉ cư trú, mộ táng đến các xưởng sản xuất công cụ lao động và đồ trang sức. Kết quả thám sát, khai quật trên một diện tích khoảng 4 nghìn m², do các nhà khoa học thực hiện 3 lần (vào các năm 1959, 1961, 1968), đã làm phát lộ hàng nghìn hiện vật, trong đó nổi bật là các hiện vật bằng đá và gốm. Các hiện vật của di chỉ khảo cổ này nằm trong 4 lớp trầm tích văn hóa: lớp trầm tích đầu tiên là đất canh tác từ 0,1m-0,2m, lớp thứ nhì là đất phù sa trắng mịn dày 0,05m-0,1m, lớp thứ ba là đất phù sa lẫn sỏi và than tro dày 0,1m-0,3m và cuối cùng là lớp đất sét mịn màu vàng nhạt dày khoảng 2,5m.

## Niên đại
Các di chỉ tại Phùng Nguyên có niên đại khoảng đầu thiên niên kỷ thứ 2 trước công nguyên, cuối thời đại đồ đá mới và sơ kỳ thời đại đồ đồng.

## Hiện vật
Các hiện vật bằng đá tại di chỉ khảo cổ Phùng Nguyên rất phong phú bao gồm các công cụ lao động, vũ khí đá như rìu có vai, rìu có mấu, rìu tứ giác (1100 chiếc), đục (59 chiếc), dao cưa, mũi lao, mũi giáo, mũi tên, mũi nhọn, chày nghiền, hòn kê, bàn mài, bàn dập. Đồ trang sức đá gồm hơn 500 mảnh vòng đá đủ kích cỡ, khuyên tai, hạt chuỗi hình ống hoặc hình cườm với lỗ khoan rất nhỏ v.v. Ngoài ra còn có các loại hình đồ đá khác như lõi vòng, đá hình chữ nhật mài, thỏi đá mài nhẵn, phác vật rìu, mảnh tước, hòn cuội. Các công cụ, vũ khí, đồ trang sức đá được ghè, đẽo, tiện, cưa, mài với trình độ điêu luyện, sử dụng nhiều chất liệu đá khác nhau như đá Bazan, Diabazan, Spilite và đặc biệt là cả các loại đá bán quý Nephrite, Jadiete. Đồ đá sản xuất ra được mài nhẵn bóng, hình dáng cân đối đều đặn, có góc vuông cạnh thẳng hoặc tròn trặn duyên dáng và kích thước nhỏ nhắn. Về mặt cắt ngang vòng xuyến, có đủ loại: hình vuông, tròn, bán nguyệt, tam giác, chữ nhật, hình thang, và có thêm gờ nổi. Về màu sắc thì từ trắng ngà, tím nhạt đến gan gà, xám xanh, đủ loại. Kiểu loại tuy nhiều, song trong đó vòng mặt cắt hình chữ nhật dẹt chiếm số lượng nhiều hơn cả, trở thành một đặc điểm riêng của vòng trang sức Phùng Nguyên và ở một phương diện nhất định, các vòng đá dẹt này là một đặc điểm dễ nhận biết nhất của văn hóa Phùng Nguyên.
Tại di chỉ khảo cổ Phùng Nguyên cũng đã phát hiện được hơn 10 vạn mảnh gốm và đồ gốm nguyên vẹn của nồi, bình, bát, vật hình nuôi, dọi xe sợi, bi gốm, chạc gốm. Các hiện vật gốm bao gồm khoảng 200 vật dụng còn nguyên vẹn và nhiều mảnh vỡ, phần lớn là các dụng cụ sinh hoạt. Đồ gốm hầu hết thuộc vào loại gốm đất sét có chất liệu rất mịn, không pha cát, thành gốm mỏng, ngoài phủ một lớp áo gốm đen gần như miết bóng. Kỹ thuật tạo chất liệu này hầu như không thấy trong các văn hóa trước và sau Phùng Nguyên. Các hiện vật này được làm bằng bàn xoay là chủ yếu, nằm trong hai nhóm: gốm thô và gốm nung. Gốm nung được qua lửa ở nhiệt độ khoảng 600-7000C. Các mẫu vật gốm cho thấy không chỉ kỹ thuật pha chế đất sét của cư dân Phùng Nguyên đạt trình độ cao, mà ngay cả kiểu dáng đồ gốm cũng thanh thoát nhất trong các hiện vật gốm thời Hùng Vương. Bên cạnh đó, hoa văn trên hiện vật gốm, thường gặp các dạng dây thừng, văn chải, văn in, văn đắp thêm, văn đan, văn khắc vạch chấm dải v.v., được chế tác phức tạp, đối xứng sinh động, có bố cục vừa chặt chẽ vừa phóng khoáng lại được trang trí thành các dải băng. Tất cả các công đoạn làm gốm từ làm đất, tạo kiểu dáng cho đến trang trí hoa văn cho thấy đồ gốm Phùng Nguyên đạt đỉnh cao của hoa văn gốm nguyên thủy ở Việt Nam.
Ngoài các hiện vật gốm, tại di chỉ Phùng Nguyên còn có một số hiện vật chế tác bằng xương có hình mũi nhọn.

## Văn hóa Phùng Nguyên
Tính đến đầu năm 1980, đã có trên 52 di chỉ khảo cổ tương tự Phùng Nguyên được phát hiện ở nhiều nơi khác tại vùng đồng bằng và trung du phía Bắc Việt Nam, tập trung nhiều tại Phú Thọ, Vĩnh Phúc, Hà Tây (cũ), Hà Nội, Bắc Ninh, Bắc Giang, chủ yếu là dọc theo lưu vực các con sông lớn chảy từ phía Bắc xuống sông Hồng, sông Đà. Tuy nhiên do tính chất đại biểu của di chỉ khảo cổ học Phùng Nguyên và sự quần tụ đày đặc các di chỉ tương tự trong một khu vực không lớn như tỉnh Phú Thọ, các di tích phát hiện về sau có cùng tính chất Phùng Nguyên được xếp vào cùng loại hình gọi là Văn hóa Phùng Nguyên.